# Лейбатт, Стивен
Стивен Лейбатт (англ. Stephen Laybutt; 3 сентября 1977, Литгоу — январь 2024, Cabarita Beach) — австралийский футболист, играл на позиции защитника. За время своей футбольной карьеры играл в чемпионатах Австралии, Нидерландов и Бельгии. После окончания игровой карьеры Лейбатт совершил каминг-аут в 2021 году.  Покончил жизнь самоубийством 13 января 2024 года.

## Клубная карьера
Стивен Лейбатт начал свою футбольную карьеру в австралийском клубе «Вуллонгонг Вулвз», в котором играл с 1995 по 1997 год. Затем Лейбатт защищал цвета таких клубов как «Брисбен Страйкерс», «Параматта Пауэр», японского «Сёнан Бельмаре», «Фейеноорда» из Роттердама, нидерландского «Розендала», норвежского «Люна», «Сидней Олимпик», бельгийского «Мускрона», бельгийского «Гента», «Ньюкасл Юнайтед Джетс» и «Дандалу».
Больше всего матчей в карьере Стивен провел за «Гент» — 70. В 2010 году Лейбатт завершил карьеру игрока.

## В сборных Австралии
На домашних Олимпийских играх 2000 года в Сиднее провёл все три матча своей сборной, каждый из них был проигран.
В составе главной сборной дважды становился победителем Кубка наций ОФК (2000, 2004).

## Достижения
- Победитель Кубка наций ОФК (2): 2000, 2004
- Чемпион Австралии: 2001/02

## Статистика в национальной сборной
| Сборная Австралии по футболу | Сборная Австралии по футболу | Сборная Австралии по футболу |
| Год                          | Матчи                        | Голы                         |
| ---------------------------- | ---------------------------- | ---------------------------- |
| 2000                         | 8                            | 1                            |
| 2001                         | 2                            | 0                            |
| 2002                         | 0                            | 0                            |
| 2003                         | 1                            | 0                            |
| 2004                         | 4                            | 0                            |
| Всего                        | 15                           | 1                            |